# Gürcü Mehmed Paixà II
Gürcü Mehmed Paşa fou un gran visir de l'Imperi Otomà del 1651 al 1652. Era esclau (però no eunuc) de Koca Sinan Paixà, diverses vegades gran visir als darrers anys del segle xvi.
A l'ombra del seu amo va ascendir i va arribar a beglerbegi de Rumèlia (1623), visir (625), beglerbegi de Damasc (1625-1626) i de Diyarbekir (1626-1627). El 1627 fou membre del diwan i va ocupar altres governs provincials. El 1635 va participar en la campanya d'Erevan i el 1638 en la de Bagdad. El 25 de febrer de 1640 fou kubbe weziri fins que el març de 1645 es va enfrontar al gran visir Sultanzade Semiz Mehmed Paixà (1644-1645).
Per una recomanació d'un favorit, el sultà Mehmet IV el va nomenar gran visir quan era el més vell de tots els visirs (27 de setembre de 1651), càrrec que va ocupar quasi 9 mesos (fins al 20 de juny de 1652). En el seu mandat no va poder acabar la campanya de Creta ni desallotjar als venecians dels Dardanels, i no va aconseguir tampoc un armistici amb Venècia. En els mesos que va governar els seus fills, germans, parents i amics van rebre diversos càrrecs. Fou destituït el 20 de juny de 1652 i tancat breument a la presó de Yedi Kule, però alliberat i autoritzat a residir a Istanbul.
Va aconseguir llavors nomenaments com a governador successivament de Temesvar (Temeshwar), Xipre (Kubrus) i Buda (Budun). Es creu que va morir en aquest darrer destí el 6 d'abril de 1666.